# Ehringsdorf
Ehringsdorf werd op 7 juli 1252 voor het eerst als "Hyringstorf" in een oorkonde genoemd. Ehringsdorf is heden ten dage een stadsdeel van Weimar, dat wordt begrensd door de Ilm, het park aan de Ilm en het Belvedere slotpark

## Geschiedenis
Sinds 1908 zijn in de Travertijnbreuken van het Ilmdal pleistocene menselijke resten gevonden, waarvan de ouderdom ten minste 120.000 jaar (Eemien-interglaciaal) bedraagt, maar die waarschijnlijk ongeveer 200.000 jaar oud zijn. Sinds 1925 is Ehringsdorf wereldberoemd geworden toen in de plaatselijke steengroeve delen van een schedel van een mens uit die tijd werd gevonden, de Ehringsdorfmens. Deze wordt samen met latere vondsten ter plaatse ofwel als late Homo heidelbergensis of als vroege neanderthaler gezien.
Er zijn in Ehringsdorf ook graven uit het Neolithicum gevonden. Hieruit blijkt dat het gebied van Ehringsdorf tot de oudste nederzettingen van Weimar behoort.